# Dolna Mitropolija
Dolna Mitropolija (in bulgaro Долна Митрополия?) è un comune bulgaro situato nella Regione di Pleven di 23 832 abitanti (dati 2009). La sede comunale è nella località omonima

## Località
Il comune è formato dall'insieme delle seguenti località:
- Dolna Mitropolija (sede comunale)
- Bajkal
- Bivolare
- Božurica
- Bregare
- Gorna Mitropolija
- Gostilja
- Komarevo
- Krušovene
- Orehovica
- Pobeda
- Podem
- Riben
- Slavovica
- Staverci
- Trăstenik